# Josef Pilvousek
Josef Pilvousek (* 7. Juni 1948 in Thalwenden) ist ein deutscher römisch-katholischer Theologe und lehrte bis zu seiner Emeritierung 2013 Kirchengeschichte des Mittelalters und der Neuzeit an der Universität Erfurt.

## Leben
Josef Pilvousek besuchte nach Abitur und Wehrdienst den kirchlichen Sprachenkurs in Halle (Saale), der auf das Theologiestudium vorbereitete. Von 1970 bis 1975 studierte er Theologie und Philosophie am Philosophisch-Theologischen Studium in Erfurt, der einzigen Ausbildungsstätte für katholische Priester in der DDR. Nach der Priesterweihe 1977 durch Bischof Hugo Aufderbeck war er drei Jahre in der Pfarrseelsorge tätig. 1980 kehrte Pilvousek an das Philosophisch-Theologische Studium in Erfurt als Assistent zurück und beendete 1985 seine Dissertation Die Prälaten des Kollegiatstiftes St. Marien in Erfurt von 1400–1555. 1988 wurde der Dr. theol. durch die Päpstliche Universität Gregoriana verliehen – ein Verfahren, das sich aus der kirchenpolitischen Situation der DDR ergab. Von 1980 bis 1988 lehrte er am Kindergärtnerinnenseminar Erfurt; von 1985 bis 1993 war er Direktor des Domarchivs in Erfurt.
Den gesellschaftlichen und politischen Umbruch in der DDR 1989 erlebte Josef Pilvousek während eines einjährigen Studienaufenthaltes in Rom. 1994 wurde er auf den Lehrstuhl für Kirchengeschichte des Mittelalters und der Neuzeit am Philosophisch-Theologischen Studium in Erfurt berufen, den er seit 1988 verwaltete. Seit 1990 war er Seelsorger in der Pfarrvikarie Neudietendorf. Durch die Eingliederung der aus dem Philosophisch-Theologischen Studium hervorgegangenen Theologischen Fakultät Erfurt in die Universität Erfurt 2003 wurde Pilvousek Universitätsprofessor. 2013 wurde er emeritiert. Von 2015 bis 2016 war Pilvousek Pfarradministrator in der Pfarrei St. Bonifatius in Gotha.
Anlässlich seines 70. Geburtstages fand am 20. Juni 2018 ein Festakt statt, bei dem Bernhard Vogel den Festvortrag hielt.

## Wirken
Mit der Aufarbeitung der ostdeutschen Kirchengeschichte beauftragte die BBK Josef Pilvousek 1990. In diesem Zusammenhang baute er das kirchliche Regionalarchiv Ordinarien Ost (ROO) und die Forschungsstelle für kirchliche Zeitgeschichte Erfurt auf. Er war Vorsitzender des Archivbeirates des Bistums Erfurt. Durch eine Vielzahl von Publikationen und Vorträgen hat er zum Verstehen der historischen, kirchlichen und theologischen Entwicklungen in SBZ/DDR seit 1945 beigetragen. Weiteren Forschungsgebiete erstreckten sich u. a. auf die Reformationsgeschichte und die mitteldeutsche Regionalgeschichte.

## Mitgliedschaften und Herausgebertätigkeit
Josef Pilvousek war und ist Mitglied verschiedener Institutionen und Kommissionen: seit 1988/89 der AG der Kirchenhistoriker des Deutschen Sprachraums, deren Vorsitz er von 2006 bis 2010 innehatte, ferner der Gesellschaft für mittelrheinische Kirchengeschichte sowie der Görres-Gesellschaft. Ab 1991 kam die Mitgliedschaft im Ausschuss, zwischen 2004 und 2011 auch im Vorstand der Gesellschaft zur Herausgabe des Corpus Catholicorum e. V. sowie seit 1991 in der Kommission für Zeitgeschichte hinzu.
Darüber hinaus war bzw. ist Pilvousek von 1987 bis 1990 Mitglied der Ökumene-Kommission der Berliner Bischofskonferenz und Beauftragter für die Wahrnehmung der jüdisch-christlichen Beziehungen;  der Akademie gemeinnütziger Wissenschaften zu Erfurt und des Max-Weber-Kollegs der Universität Erfurt. Er gehört zu den Gründungsmitgliedern des Rotary-Clubs Erfurt-Krämerbrücke, dessen Präsident er 1998/99 war. Seit 2017 gehört der Kirchenhistoriker dem Senat der Akademie gemeinnütziger Wissenschaften zu Erfurt an und ist stellvertretender Vorsitzender im Stiftungsrat Stiftung kirchliche Collegiate.
Pilvousek ist Mitherausgeber der Zeitschrift Kirchliche Zeitgeschichte, des Jahrbuchs für mitteldeutsche Kirchen- und Ordensgeschichte sowie der Erfurter Theologischen Studien und der Erfurter Theologischen Schriften (bis 2020).

## Veröffentlichungen (Auswahl)
- Die Prälaten des Kollegiatstiftes St. Marien in Erfurt von 1400–1555 (= Erfurter Theologische Studien 55). Leipzig 1988.
- Kirchliches Leben im totalitären Staat. Seelsorge in der SBZ/DDR 1945–1976. Quellentexte aus den Ordinariaten. Leipzig 1994.
- Kirchliches Leben im totalitären Staat. Quellentexte aus den Ordinariaten 1977–1989. Dokumentenband II Leipzig 1998.
- Vatikanische Ostpolitik – Die Politik von Staat und Kirche in der DDR. In: Karl-Joseph Hummel (Hrsg.): Vatikanische Ostpolitik unter Johannes XXIII. und Paul VI. 1958–1978. Paderborn-München-Wien-Zürich 1999, S. 113–134.
- Katholische Kirche in der DDR. Kirche für die Gesellschaft? In: Wolfgang Schluchter (Hrsg.): Kolloquien des Max-Weber-Kollegs VI-XIV (1999–2000), Erfurt 2000, S. 93–116.
- Martin Luther und Erfurt. In: Josef Freitag (Hrsg.): Luther in Erfurt und die katholische Theologie (= Erfurter Theologische Schriften 29). Leipzig 2001, S. 13–27.
- Theologische Ausbildung und gesellschaftliche Umbrüche. 50 Jahre Katholische Theologische Hochschule und Priesterausbildung in Erfurt. Leipzig 2002.
- Reformation in Erfurt im Bann der Thüringer Lutherforschung? In: Historisches Jahrbuch 123 (2003), S. 339–355.
- Die Rezeption des Zweiten Vatikanischen Konzils in der katholischen Kirche in der DDR. In: Geschichtsverein der Diözese Rottenburg-Stuttgart (Hrsg.): Rottenburger Jahrbuch für Kirchengeschichte. Vierzig Jahre II. Vatikanisches Konzil 26 (2007), Ostfildern 2008, S. 107–120.
- Hugo Aufderbeck (1909–1981). Heiligenstadt 2009 (zusammen mit Elisabeth Preuß).
- Aufnahme – Integration – Beheimatung. Flüchtlinge, Vertriebene und die „Ankunftsgesellschaft“ (= Studien zur Kirchlichen Zeitgeschichte 3), Münster 2009 (zusammen mit Elisabeth Preuß).
- Mission – Konzepte und Praxis der katholischen Kirche in Geschichte und Gegenwart (= Erfurter Theologische Schriften 38), Würzburg 2009 (zusammen mit Myriam Wijlens, Benedikt Kranemann).
- Die Bibliothek des Amplonius Rating de Berka und ihre verborgenen Schätze. Anmerkungen zur Wiederentdeckung „Erfurter“ Augustinus-Predigten (= Erfurter Theologische Schriften, Bd. 39), Würzburg 2010 (zusammen mit J. Römelt).
- Der „Reformprozess“ der katholischen Kirche in den Neuen Ländern nach 1989. In: Kirchliche Zeitgeschichte 23 (2010), S. 464–481.
- Organisation und Struktur der „Abgewanderten-Seelsorge“ des Erzbistums Köln in Thüringen 1943–1945. In: H. Finger, R. Haas, H.-J. Scheidgen (Hrsg.): Ortskirche und Weltkirche in der Geschichte. Kölnische Kirchengeschichte zwischen Mittelalter und Zweitem Vatikanum. Festgabe für Norbert Trippen zum 75. Geburtstag (= Bonner Beiträge zur Kirchengeschichte, Bd. 28), Köln-Weimar-Wien 2011, S. 491–515.
- Die Integration der Theologischen Fakultät in die Universität Erfurt. In: Theologie und Glaube 55 (2012), S. 172–238.
- Katholische Reaktionen auf das Luthergedenken im Jahr der Machtergreifung. In: Kirchliche Zeitgeschichte 26 (2013), S. 335–346.
- Zum Stand zeitgeschichtlicher Katholizismusforschung in den Neuen Ländern. In: Theologische Revue 110 (2014), S. 3–20.
- Die katholische Kirche in der DDR. Beiträge zur Kirchengeschichte Mitteldeutschlands, Münster 2014.
- Zwischen Kontroverspredigt und Vermittlungstheologie. Der Erfurter Domprediger Konrad Klinge (1483–1556). In: Archiv für mittelrheinische Kirchengeschichte 70 (2018), S. 147–166.
- 350 Jahre Ursulinen in Erfurt. Zur Geschichte des Ursulinenorden und seines Erfurter Konvents. In: Jahrbuch für mitteldeutsche Kirchen - und Ordensgeschichte 14 (2018), S. 251–270.
- Wolfgang Trilling, Erfurt und der Katholizismus in der DDR. In: Oratorium Leipzig (Hrsg.): Wolfgang Trilling – Zeuge der Hoffnung, Dresden 2019, S. 179–190.
- „Leichter Gegenwind im Sturm des Sozialismus“. Zum Leben der Christen in der DDR und ihren kirchlichen Möglichkeiten. In: Theologie der Gegenwart, Bd. 62 (2019/2), S. 120–136.
- Rezension: Josef Bordat, Von Ablasshandel bis Zölibat. Das Sündenregister der katholischen Kirche, Rückersdorf: Lepanto Verlag 2017. In: Theologie der Gegenwart, Bd. 62 (2019/2), S. 157–158.